# Gondar Mezzo Blindato
Бронированная машина «Гондэр» (итал. Gondar Mezzo Blindato) — импровизированный легкий танк (бронетрактор) спешно сконструированный в Итальянской Восточной Африке, примерно, в начале-середине 1941 года. Подобные танки принимали участие в обороне итальянских крепостей в Эфиопии: «Гондэр» и «Кулквалбер» и получили их имена. В виду своей кустарности, такие танки не получили даже собственного обозначения. Gondar Mezzo Blindato название условное, встречающееся в литературе, по названию первой из построенных машин такого типа.

## История
К началу 1941 года итальянские войска в Восточной Африке оказались в тяжелом положении. Их противник, британцы, осуществляли успешное наступление в Эфиопии, которая ещё с 1936 года была захвачена и включена в состав итальянских колоний. Кроме этого было крайне затруднено и практически остановлено нормальное снабжение итальянской армии с материковой Италии, поскольку единственный морской путь шёл через Суэцкий канал в Египте, который контролировали британцы. В сентябре 1940 года итальянцы из Ливии, с целью захвата канала, вторглись в Египет, но затем наступление остановилось, а к декабрю началось контрнаступление британский войск вошедших в Ливию. Поэтому ждать подмоги итальянцам в Восточной Африке было неоткуда.
Итальянским войскам в Эфиопии не хватало практически всего: боеприпасов, оружия, провианта, авиации. Но особая нехватка заключалась в отсутствии бронетехники. То, относительно небольшое количество танков и бронеавтомобилей, попавшее в Эфиопию ещё до начала войны, в большинстве своём было или уничтожено, или захвачено противником. При этом, в крепости «Гондэр», возле одноименного эфиопского города, было сосредоточено около 40 тысяч итальянских солдат под командованием генерала Гульельмо Наси. В их распоряжении было некоторое количество артиллерии разного калибра, два истребителя Fiat CR.42, один бомбардировщик Caproni Ca.133 и лишь малое количество танкеток CV3/33.
Пытаясь хоть что-то сделать и как-то поднять боевой дух своих солдат, итальянцы начали в полевых условиях создание импровизированных бронированных машин на базе гусеничных тракторов. В их распоряжении имелось около сотни тракторов, предположительно, марки Caterpillar. По неточным данным всего было построено не менее двух бронированных машин с собственными именами «Гондэр» и «Кулквалбер».

## Характеристики
Конструктивно данные машины напоминали советские импровизированные танки НИ-1, созданные и построенные в Одессе для её обороны, с той лишь разницей, что итальянские машины не имели орудийных башен. Также их можно сравнить с эрзац-танками и броневиками под общим названием «Тизнаос», созданными в Испании в годы гражданской войны, где также встречались боевые бронированные машины на шасси гусеничных тракторов.
Итальянские бронетракторы получили объемный корпус с бронированием не более 9-12 миллиметров. Шасси тракторов почти не изменилось и оставалось классическим. Впереди располагался двигатель, в задней части основное боевое отделение. Посередине располагался водитель, по-бокам двое пулемётчиков с пулемётами FIAT-Revelli M1914/35, ещё два таких же пулемета размещались в кормовой части. Другой вариант такого танка предусматривал размещение ещё двух пулёметчиков по обеим сторонам моторного отсека. О том, как они себя там чувствовали во время работы двигателя, можно только догадываться. Таким образом итальянский бронетрактор напоминал скорее боевые машины времен Первой мировой войны.

## Боевое применение
О боевом применении этих машин практически неизвестно. Скорее всего они приняли участие в позиционных боях за Гондар в сентябре-октябре 1941 года, когда вопрос разгрома итальянской армии в Эфиопии был уже делом времени. До нашего времени не сохранился ни один такой танк. Возможно они были уничтожены самими итальянцами незадолго до капитуляции гарнизона.